# هاملبورغ
هاملبورغ (بالألمانية: Hammelburg) هي بلدة ألمانية تقع في ألمانيا في باد كيسينغن. يقدر عدد سكانها بـ 11,907 نسمة .
تحد مدينة هاملبورغ (Hammelburg) بلدات وقرى ->  فوكس شتاد (Fuchsstadt) و أوبر تولبا (Oberthulba) و فارت مانس روت (Wartmannsroth) .

## المدن التوأمة
مدينة تورنهاوت هي مدينة توأمة لـهاملبورغ.

## أعلام
- يوشن بارتش
- جاكوب كايزر